# Briggs (månekrater)
Briggs er et nedslagskrater på Månen. Det befinder sig i den vestlige del af månehavet Oceanus Procellarum på Månens forside og er opkaldt efter den engelske matematiker Henry Briggs (1561 – 1630).
Navnet blev officielt tildelt af den Internationale Astronomiske Union (IAU) i 1935. 
Observation af krateret rapporteredes første gang i 1791af Johann Hieronymus Schröter.

## Omgivelser
Kraterets isolerede position i maret, nær Månens nordvestlige rand, gør det forholdsvis let at lokalisere for en observatør på Jorden. Det ligger øst for den store bjergomgivne slette Struve, nordøst for den bjergomgivne slette Eddington og nord-nordvest for Seleucuskrateret. 

## Karakteristika
Briggskraterets ydre rand er ikke helt cirkulær, men har udadgående udbulinger mod nord-nordøst og sydpå. I midten af kraterbunden findes en central højderyg, som strækker sig mod nord.

## Satellitkratere
De kratere, som kaldes satellitter, er små kratere beliggende i eller nær hovedkrateret. Deres dannelse er sædvanligvis sket uafhængigt af dette, men de får samme navn som hovedkrateret med tilføjelse af et stort bogstav. På kort over Månen er det en konvention at identificere dem ved at placere dette bogstav på den side af satellitkraterets midte, som ligger nærmest hovedkrateret. Briggskrateret har følgende satellitkratere:
| Briggs | Længde  | Bredde  | Diameter |
| ------ | ------- | ------- | -------- |
| A      | 27,1° N | 73,7° V | 23 km    |
| B      | 28,1° N | 70,9° V | 25 km    |
| C      | 25,0° N | 66,9° V | 6 km     |

## Måneatlas
- Billeder af Briggskrateret i LPI-måneatlasset